# Concorde-effektus
A Concorde-effektus azt az emberi viselkedést jelenti, amikor csak azért ragaszkodunk (káros módon) valamihez, például egy vállalkozáshoz, mert már pénzt, időt és energiát öltünk bele.
Nevezik még az elsüllyedt költségek tévedésének (sunk-cost fallacy) is.

## Története

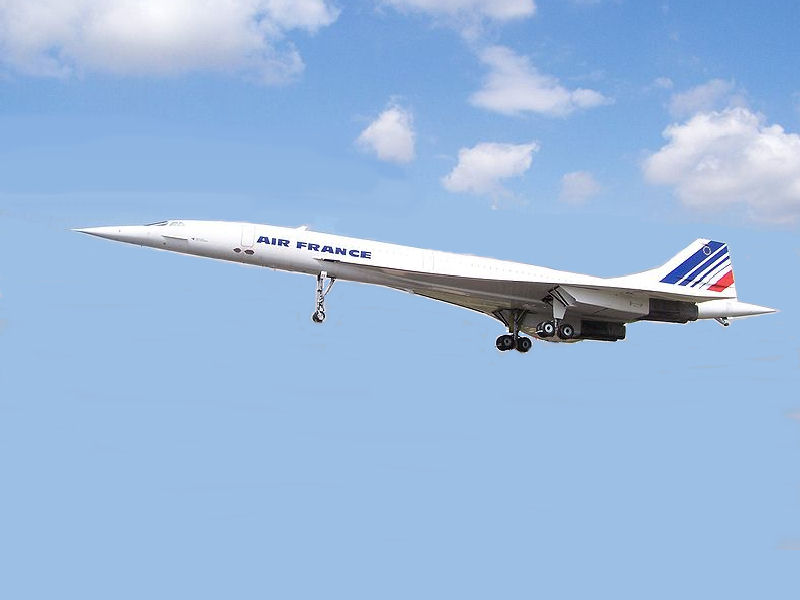
Egy Concorde repülőgép

Az 1960-as évek elején a francia és a brit kormány közösen kezdte el finanszírozni egy olyan szuperszonikus repülőgép kifejlesztését, amely hatalmas sebességgel képes utasokat szállítani Európából Amerikába. Mielőtt az első Concorde elkészült volna, az elemzők már felismerték, hogy a program pénzügyi szempontból veszteséges lesz. Egyre több bizonyíték mutatott arra, hogy a projekt költségei sosem térülnek meg, ennek ellenére mindkét kormány további dollármilliárdokat ölt bele. Közel három évtizeden keresztül támogatták a Concorde veszteséges fejlesztését, üzemeltetését, míg végül biztonsági problémák miatt le kellett állítani a működtetésüket.
Vajon miért nem állították meg a veszteségek további növekedését még menet közben?
Úgy gondolták, hogy már túl sok pénzt öltek bele ahhoz, hogy abbahagyják.
2000. július 25-én az Air France 4590-es járatának katasztrófája, amelyben 113 ember vesztette életét – még ha váratlan baleset, nem pedig tervezési hiba miatt is történt a katasztrófa –, végleg eloszlatta a Concorde további fejlesztésével kapcsolatos reményeket. 
A gazdasági fogalom a francia és a brit kormány makacs és költséges döntéséről kapta a nevét.

## Néhány elméleti példa a Concorde-effektusra
Elmegyünk vacsorázni egy étterembe és rendelünk egy hatalmas adag milánói makarónit. Már körülbelül a háromnegyedét megettük, mire teljesen jóllakunk, és a további evés már rossz érzéssel jár számunkra. Ha viszont ilyenkor is továbbeszünk, azaz magunkba erőltetjük a makarónit, mert úgy gondoljuk, hogy ha már egyszer kifizettük, akkor ne vesszen kárba, akkor éppen a Concorde-effektus szerint cselekszünk.
Elmegyünk színházba, és az első szünetben már tudjuk, hogy borzalmas a darab. Ha ilyenkor nem megyünk haza, hanem még megnézzük a második felvonást is (mondván: ha már egyszer kifizettük, miért ne?), akkor is a Concorde-effektus szerint cselekszünk, hiszen magunknak okozunk kárt: a saját időnket töltjük el kellemetlenül, de mégsem megyünk haza, mert nem akarjuk azt érezni, hogy feleslegesen pazaroltunk pénzt valamire.

## Néhány történelmi példa a Concorde-effektusra
Lyndon B. Johnson amerikai elnök még azután is katonák ezreit küldte Vietnámba, hogy tudta: értelmetlen okból vívják a háborút és sosem győzhetnek.[forrás?]
George W. Bush is katonák ezreit küldte Irakba, és további dollármilliárdokat áldozott a háborúra, annak ellenére, hogy az adatok mérlegelése után kiderült: nemcsak a háborút nem lehet megnyerni, hanem még konkrét elképzelése sincs arról az USA vezetésének, hogy mit is tekintene győzelemnek.[forrás?]

## A Concorde-effektus kivédése
Magát a Concorde-effektust elméletileg egyszerű megelőzni, ha józan tudatossággal, felkészültséggel, tapasztalattal, vagy előzetes információszerzéssel (piackutatással) előzzük meg egy ráfizetéses döntés meghozását. A fentebbi elméleti példáknál maradva: ha tisztában vagyunk vele, hogy mekkora adag makarónit vagyunk képesek egyszerre megenni, vagy hogy egy adag mekkora egy étteremben, elejét vehetjük, hogy az étel egy része a tányéron maradjon. Színház esetében kikérhetjük más színházkedvelő ismerőseink véleményét, vagy olvashatunk kritikákat az előadásról, ezek tudatában eldönthetjük, akarunk e pénzt költeni az adott előadás megtekintésére. 
Történelmi vagy gazdasági környezetben már más a helyzet, mint a magánéletben: az ilyen fajta döntések ugyanis több különböző ember, gazdasági érdekszféra, ország és azok vezetői között mennek végbe, így itt nemritkán hosszútávú gazdasági és politikai érdekeket is befolyásolhat negatívan a kudarcos, ráfizetéses döntések beismerése, rendszerint ezért igyekeznek a szereplők az „arcvesztés” minimalizálásával kihozni egy rossz döntésből annyi – érdekeiknek megfelelő – pozitívumot, amennyit lehetséges. A példáknál maradva: az USA kudarcos katonai szerepvállalásai mögött látni kell a politikai státuszt, hogy egy „büszke” szuperhatalom nem futamodik meg csak úgy, túl azon, hogy egyéb gazdasági érdekek (ásványkincsek hozzáférése, hadiipar fejlesztése) és geopolitikai érdekek is kötődhetnek bizonyos katonai beavatkozásokhoz. Gazdasági esetben tipikus példa, mikor egy cég egy új termék piacra dobása után észleli, hogy nem vásárolják, fogyasztják annyian a terméket, hogy elégséges hasznot hozzon, de a cég reklámkampányokkal, akciókkal, kedvezményekkel próbálja a lehetőségekhez képest minimalizálni a veszteséget.